# La Motte-du-Caire
La Motte-du-Caire település Franciaországban, Alpes-de-Haute-Provence megyében. Lakosainak száma 544 fő (2022. január 1.). La Motte-du-Caire Le Caire, Châteaufort, Clamensane, Curbans, Melve, Nibles, Sigoyer és Vaumeilh községekkel határos.

## Népesség
A település népessége az elmúlt években az alábbi módon változott:
| Lakosok száma | 347  | 403  | 438  | 504  | 537  | 554  | 560  | 553  | 550  | 544  |
|               | 1968 | 1982 | 1990 | 2006 | 2013 | 2015 | 2017 | 2019 | 2020 | 2022 |